# Uduch Sengebau Senior
Pour les articles homonymes, voir Sengebau.
Uduch Sengebau Senior, née en 1965, est une femme politique des Palaos. Elle est vice-présidente de 2021 à 2025.

## Biographie
Lors des élections de 2012, elle est élue au Sénat des Palaos. Elle est réélue en 2016. 
En juin 2020, elle annonce sa candidature pour devenir vice-présidente des Palaos. Elle est élue à ce poste lors de l'élection présidentielle paluane de 2020. Elle occupe ses fonctions, ainsi que celle de ministre de la Justice, du 21 janvier 2021 au 16 janvier 2025.